# Nomia viridicinctula
Nomia viridicinctula är en biart som beskrevs av Cockerell 1931. Nomia viridicinctula ingår i släktet Nomia och familjen vägbin. Inga underarter finns listade i Catalogue of Life.